# Tangut
El Tangut (també anomenat Xīxià, Hsi-Hsia o Mi-nia) és un antiga llengua tibetobirmana nord-oriental parlada antigament a l'Imperi tangut, o Xia occidental. Algunes lingüistes la classifiquen com a llengua qiàngica, que inclouen les llengües qiang del nord i del sud i les llengües rGyalrong.
El tangut era una de les llengües oficials de l'Imperi tangut o Xia occidental (anomenat Mi nyag en tibetà i 彌藥 Míyào en xinès), imperi fundat pels tanguts que va obtenir la independència de la dinastia Song a principis del segle xi. L'imperi es va extingir amb la invasió de Genghis Khan el 1226.
La llengua tangut té un sistema d'escriptura pròpia, l'escriptura tangut.
El text conegut més tardà escrit en llengua tangut, els pilars dharani tanguts, daten de 1502, la qual cosa suggereix que la llengua va continuar usant-se gairebé tres-cents anys després de la destrucció de l'imperi tangut.

## Redescoberta
La recerca moderna sobre les llengües tangut va començar a finals del segle xix i principis del XX, quan S. W. Bushell, Gabriel Devéria, i Georges Morisse per separat van publicar desxiframents d'uns quants caràcters tangut trobats en monedes de Xia occidental, en una inscripció bilingüe xinès-tangut en una estela a Wuwei, (Gansu), i en una còpia de la traducció al tangut del Sutra del lotus.
La majoria de textos tangut conservats van ser excavats a Khara-Khoto el 1909 per Pyotr Kozlov, i l'escriptura es va identificar com la de l'estat tangut de Xixia. Diversos estudiosos com Aleksei Ivanovich Ivanov, Ishihama Juntaro (石濱純太郎), Berthold Laufer, Luo Fuchang (羅福萇), Luo Fucheng (羅福成), i Wang Jingru (王靜如) han contribuït en la investigació de la llengua tangut. La contribució més significativa fou la de l'estudiós rus Nikolai Aleksandrovich Nevsky (1892–1937), qui va compilar el primer diccionari tangut i va reconstruir el significat de certa quantitat de partícules gramaticals, la qual cosa va fer possible llegir i entendre textos tangut. Les seves descobertes erudites van ser publicades pòstumament el 1960 sota el títol "Tangutskaya Filologiya" (Filologia Tangut) i se li va atorgar finalment (i pòstumament) el premi Lenin soviètic per la seva tasca. La comprensió de la llengua tangut dista molt de ser total: Tot i que s'han descobert certs aspectes de la morfologia (Ksenia Kepping, La Morfologia de la Llengua Tangut, Moscou: Nauka, 1985) i de la gramàtica (Tatsuo Nishida, Seika go no kenkyū, etc.), l'estructura sintàctica del Tangut resta en gran part inexplorada.
Els documents de Khara-Khoto es conserven actualment a l'Institut de Manuscrits Orientals de l'Acadèmia Russa de Ciències de Sant Petersburg. Aquests van sobreviure al Setge de Leningrad, però alguns dels manuscrits, que estaven en possessió de Nevsky quan fou arrestat pel NKVD el 1937, es van perdre, i no van ser retornats a l'Institut de Manuscrits Orientals fins a l'octubre de 1991, sota circumstàncies misterioses. La quantitat de col·leccions suma aproximadament uns 10.000 volums, majoritàriament textos budistes, codis de lleis i documents legals que daten de mitjan segle xi fins a principis del xiii. Recentment s'han descobert entre els textos budistescalgunes recopilacions úniques, sense versió xinesa ni tibetana. A més, s'han conservat el cànon budista, els clàssics xinesos, i un gran nombre de textos indígenes escrits en tangut. Aquestes altres importants col·leccions tanguts, de dimensions molt més petites, pertanyen a la Biblioteca britànica, la Biblioteca Nacional de Pequín, la Biblioteca Universitària de Pequín i altres biblioteques.

## Reconstrucció
La connexió entre l'escriptura i la pronunciació del Tangut és encara més tènue que entre escriptura xinesa i les varietats xineses modernes. Així, tot i que en xinès més de 90% dels caràcters posseeixen un element fonètic, aquesta proporció es limita a aproximadament 10% en tangut, segons Sofronov. La reconstrucció de la pronunciació del tangut ha de recórrer, doncs, a altres fonts.

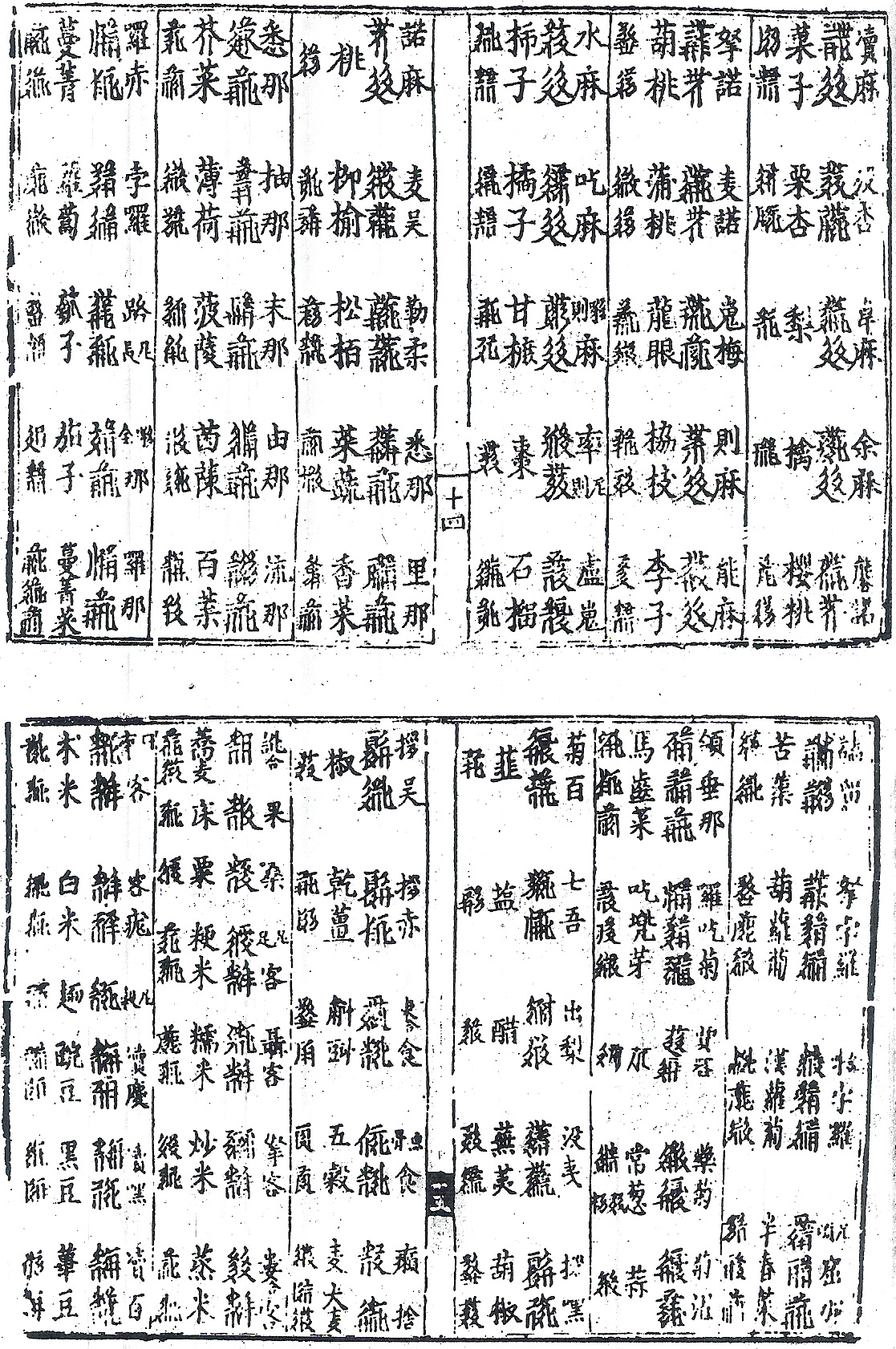
Pàgines del Fanhan heshi zhangzhongzhu

La descoberta de la Perla al Palmell, un glossari bilingüe tangut-xinès, va permetre Ivanov (1909) i Laufer (1916) de proposar reconstruccions inicials i emprendre l'estudi comparatiu del tangut. Aquest glossari en efecte indica la pronunciació de cada caràcter tangut amb un o diversos caràcters xinesos, i a la inversa, cada caràcter xinès amb un o més caràcters tangut. La segona font és el corpus de transcripcions tibetanes del Tangut. Aquesta dada va ser estudiada per primer cop per Nevsky (Nevskij) (1925).
No obstant això, aquestes dues fonts no van ser suficients per una reconstrucció sistemàtica del tangut. En efecte, aquestes transcripcions no van ser escrites amb la intenció de representar amb precisió la pronunciació de Tangut, sinó només per ajudar els estrangers a pronunciar i memoritzar les paraules d'una llengua amb les paraules d'una altra que poguessin entendre.
La tercera font, que constitueix la base de les reconstruccions modernes, són els diccionaris monolingües tangut: el Wenhai (文海), dues edicions del Tongyin (同音), el Wenhai zalei (文海雜類) i un altre diccionari sense títol. El registre de la pronunciació en aquests diccionaris es fa utilitzant el principi de fǎnqiè, manllevat de la tradició lexicogràfica del xinès. Tot i que aquests diccionaris poden diferir en detalls petits (p. ex. el Tongyin categoritza els caràcters segons l'inici de síl·laba i la rima -el nucli i el marge posterior de la síl·laba- sense tenir en compte el to), tots ells adopten el mateix sistema de 105 rimes. Un cert nombre de rimes és en distribució complementària respecte al lloc d'articulació de les inicials, p. ex. les rimes 10 i 11 o les rimes 36 i 37, cosa que mostra que els autors d'aquests diccionaris havien fet una anàlisi fonològica molt precisa de la seva llengua.
A diferència de la transcripció en llengües estrangeres, el Tangut fanqie fa distincions entre les rimes d'una manera sistemàtica i molt precisa. A causa del fǎnqiè, ara tenim una bona comprensió de les categories fonològiques de la llengua. No obstant això, cal contrastar el sistema fonològic dels diccionaris amb les altres fonts per tal d'"omplir" les categories amb un valor fonètic.
N. A. Nevsky va reconstruir la gramàtica tangut i va proporcionar el primer diccionari tangut–rus anglès–xinès, el qual juntament amb la col·lecció dels seus articles va ser publicat pòstumament el 1960 sota el títol Filologia Tangut (Moscou: 1960). Més tard, Tatsuo Nishida (西田龍雄)), Ksenia Kepping, Gong Hwang-cherng (龔煌城), M.V. Sofronov I Li Fanwen (李範文) van fer contribucions substancials en la recerca del tangut. Marc Miyake ha publicat sobre fonologia i diacronia tangut. Hi ha quatre diccionaris tangut disponibles: l'elaborat per N. A. Nevsky, el de Nishida (1966), el de Li Fanwen (1997, edició revisada el 2008) i el de Yevgeny Kychanov (2006).
A la Xina s'està desenvolupant una escola d'estudis sobre tangut. Entre els especialistes capdavanters destaquen Shi Jinbo (史金波), Li Fanwen, Nie Hongyin (聶鴻音), Bai Galleda (白濱) a la Xina continental, i Gong Hwang-cherng i Lin Ying-chin (林英津) a Taiwan. En altres països, entre els principals especialistes són en aquest camp hi ha Yevgeny Kychanov i el seu deixeble K. J. Solonin a Rússia, Nishida Tatsuo i Shintarō Arakawa (荒川慎太郎) al Japó, i Ruth W. Dunnell als Estats Units.

## Fonologia
La síl·laba tangut té una estructura de CV i pot tenir dos tons distintius, pla o ascendent. Seguint la tradició d'anàlisi fonològica xinesa, la síl·laba tangut es divideix en inicial (声母) i rima (韻母) (és a dir, la resta de síl·laba sense l'inicial).

### Consonants
Les consonants es classifiquen en les categories següents:
| Terme xinès | Traducció             | Terme modern                    | Arakawa             | Gong           | Miyake         |
| ----------- | --------------------- | ------------------------------- | ------------------- | -------------- | -------------- |
| 重唇音類    | Llavi pesat           | bilabials                       | p, ph, b, m         | p, ph, b, m    | p, ph, b, m    |
| 輕唇音類    | Llavi lleuger         | labio-dentals                   | f, v, w             |                | v              |
| 舌頭音類    | Punta de llengua      | dentals                         | t, th, d, n         | t, th, d, n    | t, th, d, n    |
| 舌上音類    | Superfície de llengua | alveolars                       | ty', thy', dy', ny' |                | tʂ tʂh dʐ ʂ    |
| 牙音類      | Molar                 | velars                          | k, kh, g, ng        | k, kh, g, ŋ    | k, kh, g, ŋ    |
| 齒頭音類    | Punta d'incisiu       | Dentals africades i fricatives  | ts, tsh, dz, s      | ts, tsh, dz, s | ts, tsh, dz, s |
| 正齒音類    | Incisiu propi         | Palatals africades i fricatives | c, ch, j, sh        | tɕ, tɕh, dʑ, ɕ |                |
| 喉音類      | Gola                  | laringals                       | ', h                | ., x, ɣ        | ʔ, x, ɣ        |
| 流風音類    | Fluint aire           | ressonants                      | l, lh, ld, z, r, zz | l, lh, z, r, ʑ | ɫ, ɬ, z, ʐ, r  |

Els llibres de rimes distingeixen 105 classes de rima, les quals, al mateix temps, es classifiquen en diverses maneres:/grau (等), tipus (環), i classe (攝).
Les rimes tangut es classifiquen en tres tipus (環), 'normal' (普通母音),'tensa' (緊候母音), i 'retroflex' (捲舌母音) segons la tradició de Nishida, seguida per Arakawa i per Gong. Gong representa les vocals normals sense marca i col·loca un punt sota les vocals tenses i una -r després de vocals retroflexes. Arakawa difereix només perquè indica les vocals tenses amb una -q final .
Els llibres de rima distingeixen quatre graus vocàlics (等). En les primeres reconstruccions fonètiques que es van fer, es comptaven els quatre graus per separat, però més endavant es va descobrir que el tercer i el quart grau tenen una distribució complementària, depenent de la inicial. Consegüentment, les reconstruccions de Arakawa i Gong no tenen en compte aquesta distinció. Gong representa aquests tres graus com a V, iV, i jV. Arakawa els descriu com a V, iV, i V.
En general la classe de rima (攝) es correspon amb el conjunt de totes les rimes sota el mateix tipus de rima que té la mateixa vocal principal.
Gong a més postula com a fonemàtica la llargada vocàlica i apunta l'evidència que indica que el tangut va tenir una distinció que el xinès va no tenir. No hi ha cap certesa que la distinció era llargada vocàlica, de manera que altres investigadors s'han mantingut escèptics sobre aquest punt.

### Vocals
|        | Normal (普通母音) | Tensar (緊候母音) | Retroflex (捲舌母音) |
| ------ | ----------------- | ----------------- | -------------------- |
| tancat | i I u             | iq eq uq          | ir Ir ur             |
| mitjà  | e o               | eq2 oq            | er or                |
| obert  | a                 | aq                | ar                   |

Miyake Reconstrueix les vocals de forma diferent. En la seva reconstrucció, les 95 vocals de Tangut provindrien d'un sistema de sis vocals en Pre-Tangut a causa de la pèrdua de la preinicial. (Les dues vocals entre parèntesis apareixen només en manlleus del xinès, i moltes de les vocals de la III de classe estan en distribució complementària amb els seus equivalents de la IV classe.)
| Vocal Pre-Tangut | Classe 1 | Classe 2 | Classe 3 | Classe 4 |
| ---------------- | -------- | -------- | -------- | -------- |
| *u               | əu       | o        | ɨu       | iu       |
| *u               | əəu      | oo       | ɨuu      | iuu      |
| *u               | (əũ)     |          |          |          |
| *u               | əụ       |          | ɨụ       | iụ       |
| *u               | əuʳ      |          |          | iuʳ      |
| *i               | əi       | ɪ        | ɨi       | i        |
| *i               | əəi      | ɪɪ       | ɨii      | ii       |
| *i               | əĩ       |          | ɨĩ       | ĩ        |
| *i               | əị       |          | ɨị       | ị        |
| *i               | əiʳ      | ɪʳ       | ɨiʳ      | iʳ       |
| *i               | əəiʳ     | ɪɪʳ      | ɨiiʳ     | iiʳ      |
| *a               | a        | æ        | ɨa       | ia       |
| *a               | aa       | ææ       | ɨaa      | iaa      |
| *a               | ã        | æ̃        | ɨã       | iã       |
| *a               | ạ        |          | ɨạ       | iạ       |
| *a               | aʳ       | æʳ       | ɨaʳ      | iaʳ      |
| *a               | aaʳ      |          | ɨaaʳ     | iaaʳ     |
| *a               |          |          | (ya)     |          |
| *ə               | ə        | ʌ        | ɨə       | iə       |
| *ə               | əə       |          | ɨəə      | iəə      |
| *ə               | ə̣        |          | ɨə̣       | iə̣       |
| *ə               | əʳ       | ʌʳ       | ɨəʳ      | iəʳ      |
| *ə               |          |          | ɨəəʳ     | iəəʳ     |
| *e               | e        | ɛ        | ɨe       | ie       |
| *e               | ee       | ɛ        | ɨee      | iee      |
| *e               | ẽ        | ɛ̃        | ɨẽ       | iẽ       |
| *e               |          | ɛ̣̃        | ɨẹ̃       | iẹ̃       |
| *e               |          | ɛ̣        | ɨẹ       | iẹ       |
| *e               | eʳ       | ɛʳ       | ɨeʳ      | ieʳ      |
| *ik*ek*uk        | ew       | ɛw       | ɨew      | iew      |
| *ik*ek*uk        |          |          | ɨiw      | iw       |
| *ik*ek*uk        | eʳw      |          |          | i(e)ʳw   |
| *o               | o        | ɔ        | ɨo       | io       |
| *o               |          | wɨo      |          |          |
| *o               | oo       | ɔɔ       | ɨoo      | ioo      |
| *o               | õ        | ɔ̃        | ɨõ       | iõ       |
| *o               |          | ɔ̃ɔ̃       | ɨõõ      | iõõ      |
| *o               | ọ        | ɔ̣        | ɨọ       | iọ       |
| *o               | oʳ       | ɔʳ       | ɨoʳ      | ioʳ      |
| *o               | ooʳ      |          |          | iooʳ     |
| *o               | õʳ       |          |          | iõʳ      |